# Jürgen Wilhelm (Fußballspieler)
Jürgen Wilhelm (* 2. November 1950) ist ein ehemaliger deutscher Fußballspieler, der für Borussia Dortmund in der Bundesliga spielte.

## Laufbahn
Als Spieler vom SC 09 Oberlahnstein in der 1. Amateurliga Rheinland der Runde 1970/71 wurde der 20-jährige Jürgen Wilhelm in die deutsche Fußballnationalmannschaft der Amateure berufen. Am 3. März 1971 wurde er von DFB-Trainer Jupp Derwall im Sturm der DFB-Elf bei der 2:4-Niederlage gegen Luxemburg eingesetzt. In der Saison 1971/72 spielte Wilhelm sieben Mal für Borussia Dortmund in der Fußball-Bundesliga. Dabei erzielte er drei Tore. Nach dem Abstieg der Borussen kam er in der Saison 1972/73 in der Regionalliga West zu 24 Einsätzen mit acht Toren.
Wilhelms weitere Karriere fand größtenteils im südwestdeutschen Amateurfußball statt. In der Saison 1974/75 holte er sich mit Eintracht Kreuznach die Meisterschaft in der Amateurliga Südwest und stieg in die 2. Bundesliga auf. Mit der Südwest-Verbandsauswahl gewann er in der Endrunde vom 29. bis 31. März 1975 in Meppen im Finale gegen Nordbaden im Elfmeterschießen den Länderpokal.
Lediglich in der Saison 1975/76 kam der Stürmer noch einmal in den bezahlten Fußball. Für den Zweitliga-Aufsteiger SG Eintracht 02 Bad Kreuznach traf Wilhelm in 33 Spielen 14 Mal. Den direkten Wiederabstieg konnte er nicht verhindern.
1982 wechselte Wilhelm zum Oberliga-Konkurrenten Binger FVgg. Hassia, wo ihm der größte Erfolg seiner Karriere gelang: Sein Seitfallziehertor am 2. Oktober 1983 im Spiel gegen den FC 08 Homburg/Saar zum Zwischenstand von 2:1 wurde erst zum Tor des Monats Oktober 1983 und später zum Tor des Jahres gewählt.
Am 27. Mai 2007 gelang Jürgen Wilhelm mit dem FSV Bretzenheim der Aufstieg in die Fußball-Landesliga. Bemerkenswert ist hierbei, dass er im Alter von 56 Jahren immer noch aktiv als Spielertrainer mitwirkte.